# Microclytus brunneipennis
Microclytus brunneipennis là một loài bọ cánh cứng trong họ Cerambycidae.